# Bill Leak
Bill Leak, született Desmond Robert Leak (Adelaide, 1956 – Gosford, Új-Dél-Wales, 2017. március 10.) ausztrál szerkesztőségi képregényrajzoló, karikaturista és arcképfestő. Az első szakmai lap, ahol elhelyezkedett, az a The Bulletin volt, 1983-ban.

## Könyvei
- Drawing Blood. St Leonards, NSW: Allen & Unwin (1998. március 25.). ISBN 186448845X
- Moments of Truth. Carlton North, Vic: Scribe (2005. március 25.). ISBN 1920769536
- UnAustralian of the Year. Brunswick, Vic: Scribe (2012. március 25.). ISBN 9781921844850
- Trigger Warning. Melbourne: Wilkinson Publishing (2017. március 25.). ISBN 9781925265897

## Fordítás
- Ez a szócikk részben vagy egészben  a   Bill Leak című angol Wikipédia-szócikk ezen változatának fordításán alapul.  Az eredeti cikk szerkesztőit annak laptörténete sorolja fel. Ez a jelzés csupán a megfogalmazás eredetét és a szerzői jogokat jelzi, nem szolgál a cikkben szereplő információk forrásmegjelöléseként.